# Núcleo con halo
| Física nuclear • Núcleo • Nucleones (p, n) • Materia nuclear • Fuerza nuclear • Estructura nuclear • Procesos nucleares |

En física nuclear, se habla de un núcleo con halo (o también se dice que posee un halo nuclear) cuando su núcleo está rodeado por algunos protones o neutrones en órbita, lo que hace que el radio del núcleo sea apreciablemente mayor que el predicho por el modelo de la gota líquida. Aparecen en los bordes extremos de la tabla de nucleidos (línea de goteo de neutrones y línea de goteo de protones) y tienen vidas medias cortas, medidas en milisegundos. Se estudian poco después de su formación en un haz de iones.

## Fundamento
Normalmente, un núcleo atómico es un grupo estrechamente unido de protones y neutrones. Sin embargo, en algunos nucleidos existe un exceso de algún tipo de nucleón. En algunos de estos casos se formará un núcleo más o menos compacto y un halo.
A menudo, esta propiedad puede detectarse en experimentos de dispersión, que muestran que el núcleo es mucho más grande que el valor esperado. Normalmente, la sección transversal (correspondiente al radio clásico) del núcleo es proporcional a la raíz cúbica de su masa, como sería el caso de una esfera de densidad constante. Específicamente, para un núcleo de número másico A, el radio r es (aproximadamente)
{\displaystyle r=r_{\circ }A^{\frac {1}{3}},}
donde {\displaystyle r_{\circ }} es 1,2 fm.
Un ejemplo de núcleo con halo es el 11Li, que tiene una vida media de 8,6 ms. Contiene un núcleo de 3 protones y 6 neutrones, y un halo de dos neutrones independientes y débilmente unidos. Se desintegra en 11Be mediante la emisión de un antineutrino y un electrón. Su radio de masa de 3,16 fm es cercano al del 32S o, aún más impresionante, al del 208Pb, ambos núcleos mucho más pesados.
La confirmación experimental de los halos nucleares se estaba desarrollando a comienzos del siglo XXI. Se sospechaba de otros candidatos, y se calculó que varios nucleidos, incluidos 9B, 13N y 15N, tienen un halo en estado excitado pero no en estado fundamental.

## Lista de nucleidos conocidos con halo nuclear
Los núcleos conocidos que tienen un halo de neutrones incluyen el 11Be y el 19C. El 6He, el 11Li, el 17B, el 19B y el 22C exhiben un halo de dos neutrones.
Los núcleos con un halo de dos neutrones se dividen en tres fragmentos y se denominan borromeanos debido a este comportamiento, de manera análoga a cómo los tres lóbulos de un nudo borromeo están unidos, aunque ninguno de los dos comparte un vínculo. Por ejemplo, el núcleo del halo de dos neutrones del 6He (que puede considerarse como un sistema de tres cuerpos que consta de una partícula alfa y dos neutrones) está unido, pero ni el 5He ni el dineutronio lo están. El 8He y el 14Be exhiben un halo de cuatro neutrones.
Los núcleos que tienen un halo de protones incluyen el 8B y el 26P. El 17Ne y el 27S exhiben un halo de dos protones. Se espera que los halos de protones sean más raros e inestables que los halos de neutrones, debido a las fuerzas repulsivas del exceso de protones.
| Número atómico | Nombre  | # de isótopos con halo nuclear | Isótopos con halo nuclear | Composición del halo             | Semivida (ms)           |
| -------------- | ------- | ------------------------------ | ------------------------- | -------------------------------- | ----------------------- |
| 2              | Helio   | 2                              | Helio-6 Helio-8           | 2 neutrones 4 neutrones          | 801(10) 119.1(12)       |
| 3              | Litio   | 1                              | Litio-11                  | 2 neutrones                      | 8.75(14)                |
| 4              | Berilio | 2                              | Berilio-11 Berilio-14     | 1 neutrón 4 neutrones            | 13810(80) 4.35(17)      |
| 5              | Boro    | 3                              | Boro-8 Boro-17 Boro-19    | 1 protón 2 neutrones 4 neutrones | 770(3) 5.08(5) 2.92(13) |
| 6              | Carbono | 2                              | Carbono-19 Carbono-22     | 1 neutrón 2 neutrones            | 49(4) 6.1+1.4 −1.2      |
| 10             | Neón    | 1                              | Neón-17                   | 2 protones                       | 109.2(6)                |
| 15             | Fósforo | 1                              | Fósforo-26                | 1 protón                         | 43.7(6)                 |
| 16             | Azufre  | 1                              | Azufre-27                 | 2 protones                       | 15.5(15)                |